# Nebel (Germering)
Nebel ist ein Gemeindeteil der Großen Kreisstadt Germering im oberbayerischen Landkreis Fürstenfeldbruck.

## Lage
Das Dorf liegt in etwa zwei Kilometer südwestlich von Germering an der Staatsstraße 2068.

## Geschichte
Der Ort wurde im Jahr 1173 erstmals urkundlich als Nebilriet erwähnt, als dortiger Besitz von Leuten aus Brixen an das Kloster Polling übertragen wurde. In Nebel wird 1558 ein weiterer Hof des Klosters Polling überliefert. Im Jahr 1687 wurde Nebel zusammen mit Holzkirchen zu einer Hofmark erhoben, die dem bayerischen Hofkammerrat Johann von Hufnagel überlassen wurde.
Bei der Gemeindebildung im Jahr 1818 kam Nebel zur Gemeinde Germering.

## Baudenkmäler
- Ehemalige Hofmarkskapelle St. Maria